# Пепельник
Пепельник (лат. Tephroseris) — род травянистых растений семейства Астровые (Asteraceae), распространённый в арктических и умеренных областях Северного полушария.

## Название
Научное родовое название Tephroseris образовано от др.-греч. τέφρα («тефра» — пепел, зола) и др.-греч. σηρικός («серикос» — шелковый, сделанный из шелка) и дано по беловойлочному (серовато-шелковистому) опушению листьев и стеблей.
Русскоязычное название является приближенным по смыслу переводом научного латинского.

## Ботаническое описание[5]
Однолетние, двулетние или многолетние травы, (5) 10—100 см высотой (реже выше).
Стебель прямостоячий.
Листья очерёдные, цельные, зубчатые или цельнокрайные, редко перистолопастные или перисторассечённые.
Цветочные корзинки 1—4 см в диаметре, гетерогамные, изредка гомгамные, многоцветковые, собраны в щитковидные соцветия или одниночные. Обертка однорядная, листочки линейные или ланцетные, одинаковой длины. Цветоложе голое и плоское. Краевые цветки могут отсутствовать, либо при наличии язычковые или пестичные. Цветки диска обоеполые, трубчатые.
Венчик жёлтый, оранжевый, оранжево-красный или красно-фиолетовый.
Семянки 2—6 мм длиной, цилиндрические, с 5—15 ребрами, одинаковыми или чередующимися более крупными и более мелкими. Окраска желтовато-бурая, с хохолком из шероховатых щетинок.
Хромосомное число x = 24.

## Классификация

### Таксономия[6]
Tephroseris (Rchb.) Rchb., 1841, Deut. Bot. Herb.-Buch : 87
Род Пепельник относится к семейству Астровые (Asteraceae) порядка Астроцветные (Asterales). Кладограмма в соответствии с Системой APG IV по состоянию на июнь 2023 года:
|  |                                      |  |                                   |                                   |                    |  | ещё 10 семейств |                |                |                                                               |
|  |                                      |  |                                   |                                   |                    |  |                 |                |                | 49 подтвержденных видов и 9 таксонов, ожидающих подтверждения |
|  |                                      |  |                                   | порядок Астроцветные              |                    |  |                 |                | род Пепельник  |                                                               |
|  |                                      |  |                                   | порядок Астроцветные              |                    |  |                 |                | род Пепельник  |                                                               |
|  | отдел Цветковые, или Покрытосеменные |  |                                   |                                   | семейство Астровые |  |                 |                |                |                                                               |
|  | отдел Цветковые, или Покрытосеменные |  |                                   |                                   |                    |  |                 |                |                |                                                               |
|  |                                      |  | ещё 63 порядка цветковых растений | ещё 63 порядка цветковых растений |                    |  |                 | ещё 1787 родов | ещё 1787 родов |                                                               |
|  |                                      |  |                                   | ещё 63 порядка цветковых растений |                    |  |                 |                | ещё 1787 родов |                                                               |

## Виды
В состав рода включается 49 подтвержденных видов, русскоязычные названия по изданию "Происхождение русских названий растений Дальнего Востока":
- Tephroseris × arctisibirica  (Jurtzev & Korobkov) Czerep.
- Tephroseris adenolepis  C.Jeffrey & Y.L.Chen
- Tephroseris balbisiana  (DC.) Holub
- Tephroseris cladobotrys  Griseb. & Schenk
- Tephroseris coincyi  (Rouy) Holub
- Tephroseris crassifolia  Griseb. & Schenk
- Tephroseris crispa  Schur
- Tephroseris crispa  (Jacq.) Rchb.
- Tephroseris elodes  (DC.) Holub
- Tephroseris flammea  (DC.) Holub  — Пепельник пламенный
- Tephroseris frigida  (Richardson) Holub  — Пепельник холодный
- Tephroseris furusei  (Kitam.) B.Nord.
- Tephroseris gurensis  Barkalov — Пепельник гурский
- Tephroseris helenitis  (L.) B.Nord.
- Tephroseris hieraciiformis  (Kom.) Barkalov  — Пепельник ястребинколистный
- Tephroseris integrifolia (L.) Holub  — Пепельник цельнолистный
- Tephroseris jacutica  (Sisk.) Holub  — Пепельник якутский
- Tephroseris kawakamii  Makino — Пепельник Каваками
- Tephroseris kirilowii  (DC.) Holub  — Пепельник Кириллова
- Tephroseris kjellmanii  (A.E.Porsild) Holub  — Пепельник Чьельмана
- Tephroseris koreana  (Kom.) B.Nord. & Pelser
- Tephroseris longifolia  (Jacq.) Griseb. & Schenk
- Tephroseris newcombei  (Greene) B.Nord. & Pelser
- Tephroseris ochotensis  Barkalov  — Пепельник охотский
- Tephroseris palustris (L.) Rchb.  — Пепельник болотный
- Tephroseris palustris  Fourr.
- Tephroseris papposa  (Rchb.) Schur
- Tephroseris phaeantha  (Nakai) C.Jeffrey & Y.L.Chen  — Пепельник тёмноцветковый
- Tephroseris pierotii  (Miq.) Holub
- Tephroseris porphyrantha  (Sisk.) Holub
- Tephroseris praticola  (Sisk. & Serg.) Holub
- Tephroseris pricei  (N.D.Simpson) Holub
- Tephroseris pseudoaurantiaca  (Kom.) Czerep.
- Tephroseris pseudosonchus  (Vaniot) C.Jeffrey & Y.L.Chen
- Tephroseris pyroglossa  (Kar. & Kir.) Holub
- Tephroseris rufa  (Hand.-Mazz.) B.Nord.
- Tephroseris schistosa  (Kharkev.) Czerep.  — Пепельник щебнистый
- Tephroseris schistosa  (Kharkev.) Barkalov — Пепельник щебнистый
- Tephroseris sichotensis  (Komarov) Holub  — Пепельник сихотинский
- Tephroseris stolonifera  (Cufod.) Holub
- Tephroseris subdentata  (Bunge) Holub  — Пепельник неяснозубчатый
- Tephroseris subfrigida  (Komarov) Holub  — Пепельник почти-холодный
- Tephroseris subscaposa  (Kom.) Czerep.  — Пепельник прикорнелистный
- Tephroseris sukaczevii  (Siskin) Holub
- Tephroseris taitoensis  (Hayata) Holub
- Tephroseris takedana  (Kitam.) Holub
- Tephroseris turczaninovii  (DC.) Holub
- Tephroseris vereszczaginii  (Siskin & Serg.) Holub
- Tephroseris yukonensis  (A.E.Porsild) Holub